# نعمة إسماعيل النواب
نعمة إسماعيل النواب كاتبة وشاعرة ومصورة وناشطة سعودية، تكتب باللغة الإنجليزية. في عام 2012، احتلت المرتبة السادسة ضمن قائمة «النساء المسلمات المئة الأكثر استثنائية في الماضي والحاضر».
تعتبر أول شاعرة سعودية تُوقّع كتابها الشعري في مكتبة سعودية، وذلك سنة 2005 في مكتبة جرير في مدينة جدة، حيث أُقيم حفل توقيع ديوانها (The Unfurling) الذي يضم بين دفتيه العديد من القصائد المكتوبة باللغة الإنكليزية.

## مسيرتها
ولدت نعمة النواب في ماليزيا، وتعلمت في المملكة العربية السعودية. تعتبر رائدة في الكتابة النسائية السعودية، حيث تُلقّب بـ«صوت المرأة العربية». نعمة هي أول شاعرة سعودية تنشر في الولايات المتحدة، وتتطرق قصائدها لمواضيع المرأة والحرية والمجتمع السعودي والشباب السعودي، وتتناول موضوعات عالمية أيضا.
تُرجمت أعمالها إلى العديد من اللغات بما في ذلك اليابانية والصينية والبرتغالية والعربية، وعَرَضت أعمالها وكتابها عن الإسلام والفنون والرسم والطهي والخط العربي في مجلات وصحف عالمية مثل نيوزويك وإم إس إن بي سي وواشنطن بوست، كما أعيد نشرها في عدد من الصحف المواقع الإلكترونية.

في عام 2006، انتُخبت نعمة النواب للانضمام إلى قادة العالم الشباب التابعة للمنتدى الاقتصادي العالمي، حيث تم اختيارها كشخصية قيادية عالمية لتعمل في المنصب لخمس سنوات، إلى جانب 175 من التنفيذيين والشخصيات العامة والمفكرين من 50 بلدًا.

## روابط خارجية
- نعمة نواب في سطور
- شاعرة سعودية تطلق «صرخة سلام»
- نعمة نواب تراجع بعض الأعمال التي وصلت إليها